# 창탕고원
창탕고원(티베트어: བྱང་ཐང་།, 중국어: 羌塘)은 서부와 북부 티베트의 고고도 티베트고원의 일부로, 신장 위구르 자치구 남부 가장자리와 인도 남동부 라다크까지 뻗어 있으며, 광활한 고원과 거대한 호수가 있다. 동부 라다크에서 창탕은 칭하이성 현대에 이르기까지 약 1,600 킬로미터 (990 mi) 동쪽으로 티베트까지 뻗어 있다. 창탕은 유랑민인 티베트인인 창파족의 고향이다. 티베트 창탕 내에서 가장 큰 두 정착지는 르투현의 소재지인 르투현과 솽후현의 소재지인 도마르 향이다.

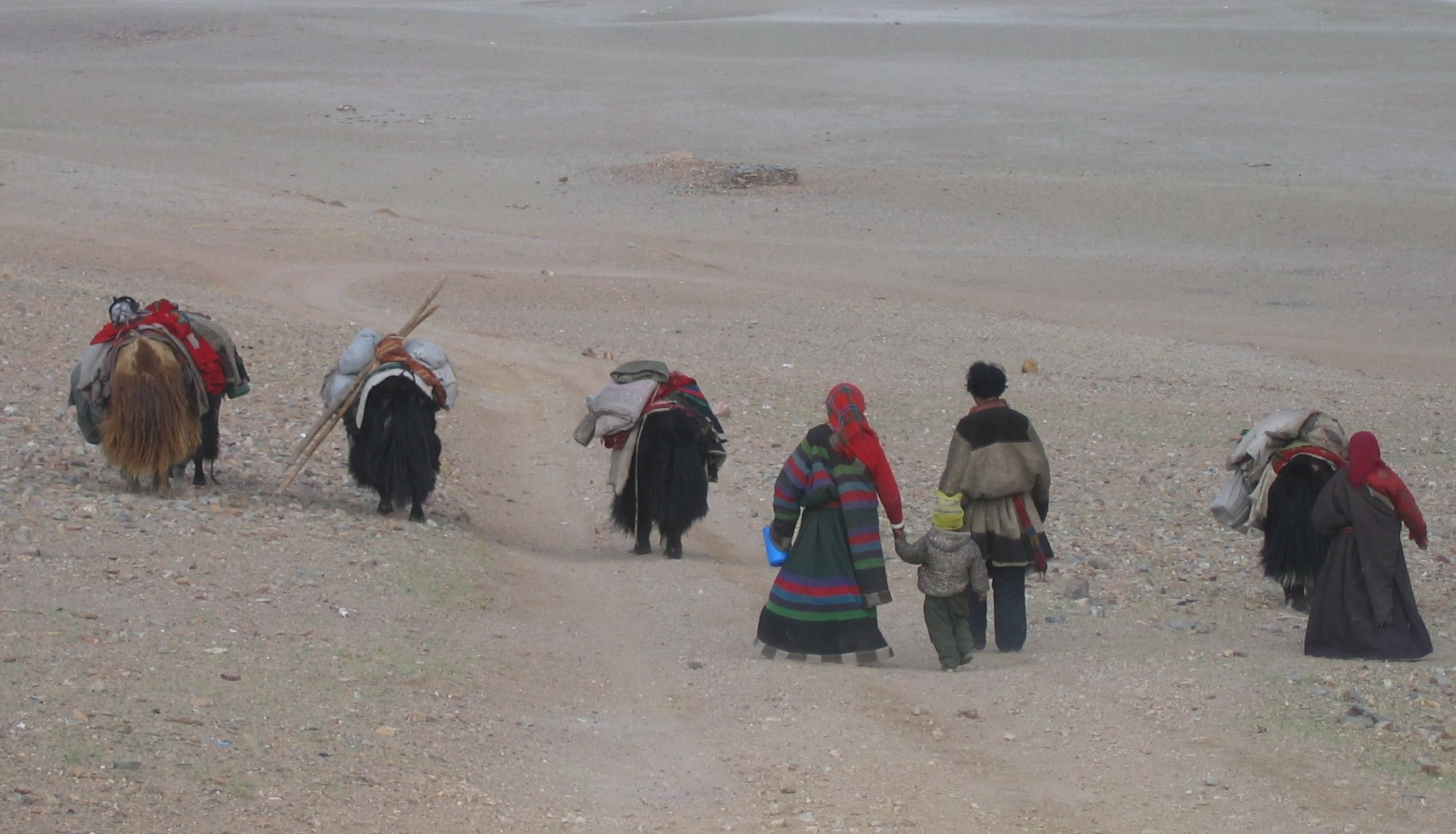
티베트의 창파족 유목민

## 기후
여름은 따뜻하지만 짧으며, 천둥번개가 일년 중 언제든지 발생할 수 있으며 종종 우박을 동반한다. 한편, 겨울은 위도에도 불구하고 추운 북극과 같으며, 주로 높은 고도 때문이다.

## 역사
창탕은 한때 샹슝으로 알려진 문화에 의해 통치되었는데, 이 문화는 나중에 티베트 문화와 합쳐졌다.

## 사람들
창탕의 사람들은 유목민 목축업자들이다. 그들은 티베트어로 '북부인'을 뜻하는 '창파족' 또는 '유목민'을 뜻하는 '드로크파'로 알려져 있다. 1989년 기준 창탕에는 50만 명의 유목민이 살고 있었다. 다른 많은 유목민 집단과 달리, 창파족은 그들이 거주하는 대부분의 땅이 농업에 너무 부적합하여 정착 농민들로부터 압력을 받지 않는다.

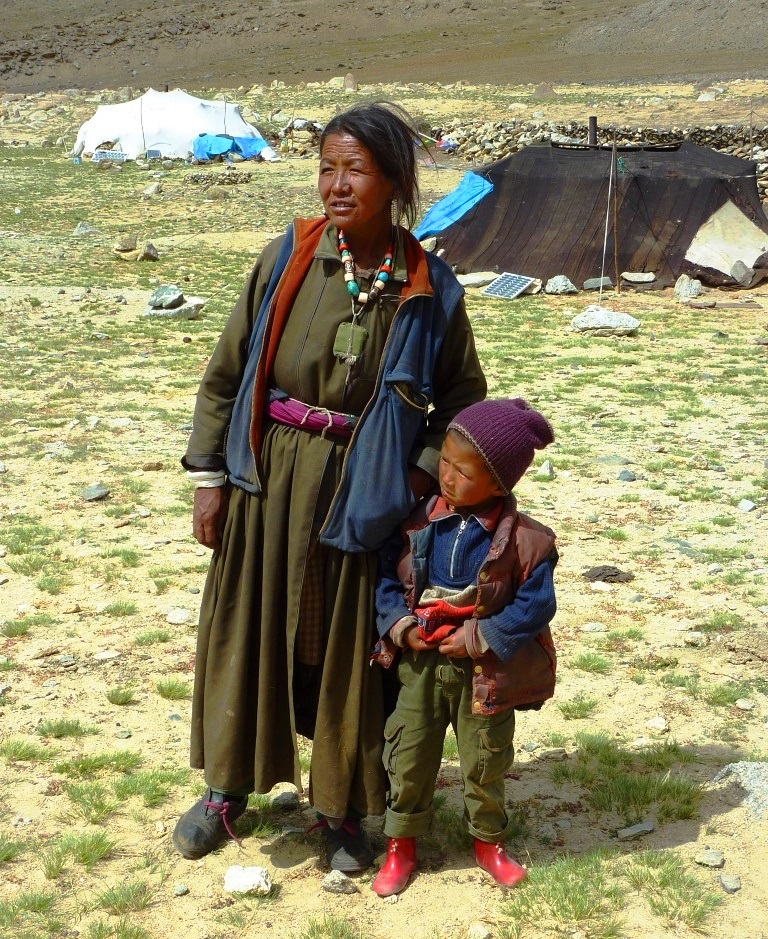
유목민 모자와 아들. 창탕, 라다크

이 지역의 경제는 창파족의 가축을 중심으로 하며, 가장 중요한 자원은 동물들이 풀을 뜯어먹는 식물이다. 1년 동안 창파족의 이목은 그들의 동물이 방목지에 미치는 영향을 제한하는데, 그 풀은 일년 중 8~9개월 동안 죽어 있고 그 기간 동안 빈약한 사료를 제공한다. 다른 많은 유목 목축업자들과 달리, 창파족은 한 기후 지역에서 다른 기후 지역으로 이동하지 않는다. 이는 많은 경우 약 10~40마일 범위에서 더 짧은 거리를 이동할 수 있게 한다. 이주 경로는 매년 정해지고 따르며, 매년 같은 야영지에 머무는데, 종종 가축 울타리와 텐트를 보호하기 위한 돌담이 있는 캠프에 머문다. 부유한 유목민은 그들이 그 야영지에서 보내는 해의 일부 동안 저장 및 거주를 위한 건물을 가질 수 있다.
목초지를 바꾸는 것 외에도, 창파족이 잉여와 부족 기간을 균등하게 만들기 위해 개발한 수많은 다른 기술들이 있다. 낙농 제품은 가축이 많은 양의 우유를 생산하는 여름 동안 덜 부패하는 형태(버터와 치즈 등)로 변환된다. 동물들은 여름에 살을 찌운 후 겨울 초에 도살되며, 날씨가 보관에 유리할 때 이루어진다.
창파족은 소비하는 모든 물품을 생산할 수 없기 때문에 무역은 창파족에게 중요한 역할을 해왔다. 소금, 고기, 살아있는 동물, 양모, 가공되지 않은 캐시미어는 곡물, 냄비, 기타 금속 도구와 같은 기본적인 물품뿐만 아니라 더 현대적인 물품과 교환된다.

## 티베트 창탕

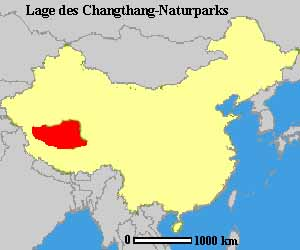
창탕 자연 보호 구역

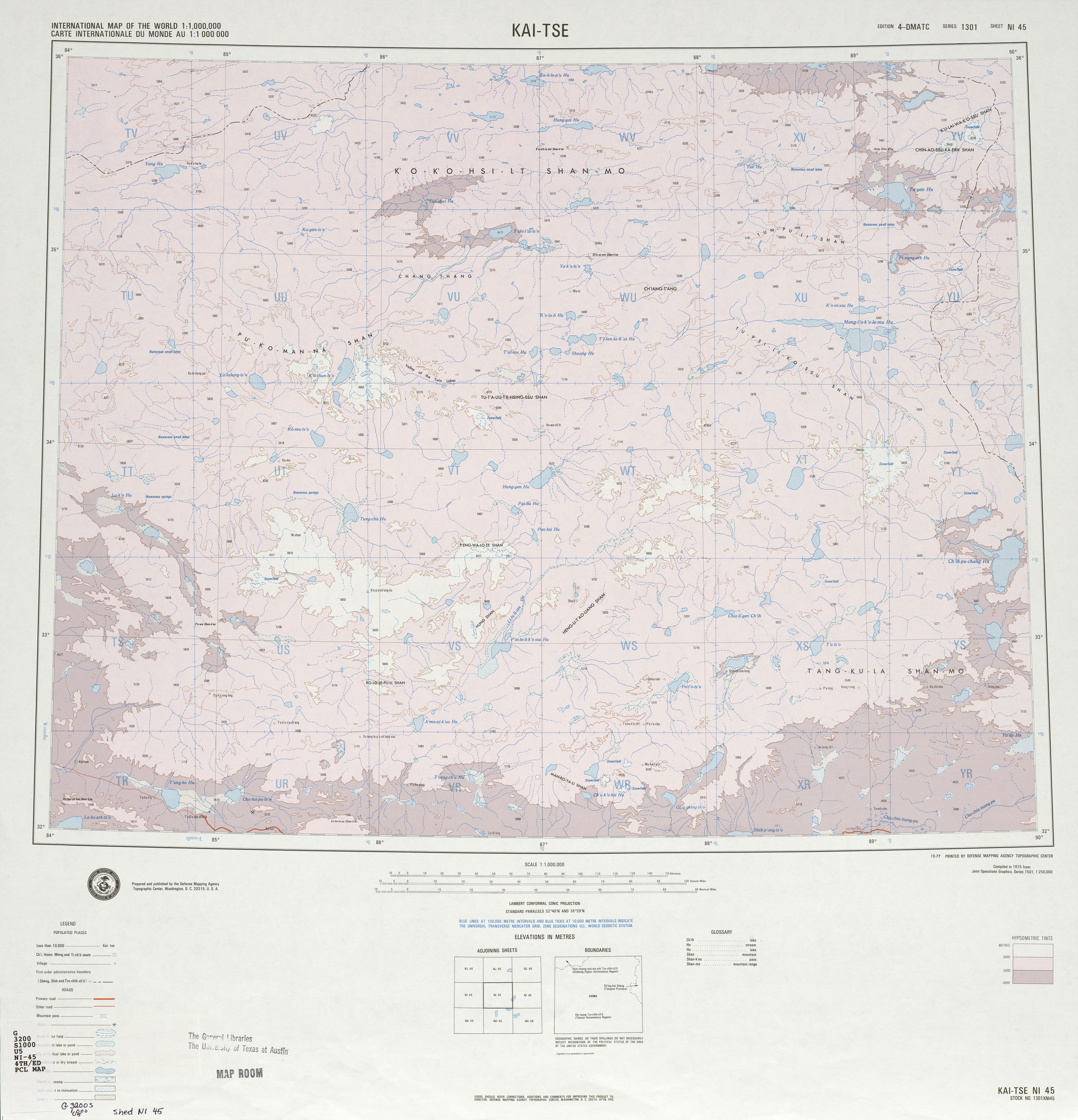
창탕(CHANG-THANG으로 표시)의 일부를 포함하는 지도 (DMA, 1975)

티베트 창탕의 대부분은 현재 창탕 자연 보호 구역, 세계에서 두 번째로 큰 자연 보호 구역, 그리고 네 개의 새로운 인접한 작은 보호 구역으로 구성된 보호 자연 보호 구역으로, 총 496,000 제곱킬로미터 (192,000 mi2)의 연결된 자연 보호 구역은 스페인만큼 넓은 면적을 나타낸다. 보호 구역이 설정된 이후 멸종 위기 종에 속하는 동물의 수가 환영할 만한 증가를 보였다. 보호 지역은 티베트 자치구, 신장 위구르 자치구 및 칭하이성의 일부를 가로지른다.
나그추현에 위치한 티베트 창탕의 평균 고도는 5,000m에 달한다. 나그추 말 축제는 이곳에서 가장 중요한 축제이다.

## 라다크 창탕
창탕의 작은 부분만이 인도의 라다크로 국경을 넘어간다. 하지만 이곳은 라다크에서 라싸로 여행하는 사람들에게 역사적으로 중요한 경로였으며, 이제 인도의 일부가 되면서 많은 다른 특징들을 가지고 있다.
라다크의 다른 지역과 마찬가지로 창탕은 20세기 후반부터 많은 사회경제적 발전을 겪고 있다. 라다크는 인도에서 국제 대량 관광에 가장 많이 노출된 지역 중 하나이다. 수세기 동안 이어져 온 문화적, 사회적 구조는 이제 소비주의적이고 현대적인 생활 방식의 영향을 받아 빠르게 변화하고 있다. 이는 이 지역 주민들에게 우려와 희망의 원인이 되고 있다. 이 지역의 또 다른 주요 영향은 티베트 망명 정부의 요청에 따른 티베트 정착촌이다. 이 정착촌은 1963년에 거의 3,000명의 주민으로 처음 설립되었지만, 오늘날에는 7,000명 이상의 정착민이 살고 있다. 행정 목적으로 라다크 정착촌은 소남링과 창탕의 두 지역으로 나뉜다.
창탕 야생동물 보호구역은 이 야생동물 보호구역에서 잘 보존되고 있는 많은 희귀 동식물 종들의 서식지이다. 이 보호구역은 라다크의 레 지구의 높은 고도에 위치해 있다.
창탕 야생동물 보호구역은 세 개의 크고 세계적으로 유명한 호수, 모리리 호수, 초카르 호수, 판공호로 둘러싸여 있다.
모리리 호수는 라다크 남동부의 거대한 산악 호수 중 하나이다. 해발 4,560 미터 (14,960 ft)에 위치한 카르족 마을은 이 호수의 북서쪽 강변에 위치해 있으며, 세계에서 가장 높은 연중 거주 가능한 마을로 알려져 있다. 초카르 호수는 룹수 계곡에 위치하며, 라다크의 유명한 소금 호수이다.
창탕 야생동물 보호구역에는 자연 초원이 있으며, 이 지역의 고지대 목초지에는 200종 이상의 다양한 야생 식물이 자라며, 대부분은 동물에게 먹이로 제공된다.

### 마을들
창탕 마을은 많은 티베트 유목민, 주로 서부 티베트 출신들이 도망쳐 라다크의 인접 지역에 정착하면서 설립되었다. 창탕 지역에는 3,500명 이상의 티베트 난민이 거주하고 있으며, 주로 가축에 의존하고 농업이 부업이다. 이 유목민들은 1977년에 다람살라에 있는 중앙 티베트 행정부의 도움으로 인도 정부와 주 정부의 도움을 받아 뉴마, 칵슝, 고율, 한리, 숨도, 사메드, 카르낙, 추슐, 추르무르의 아홉 곳에 티베트 난민 정착촌으로 조직되었다. 이 정착촌들은 평균 해발 4,700 미터 (15,400 ft)의 고지대 고원에 흩어져 있다. 이 지역의 기온은 겨울에는 −5 to −35 °C (23 to −31 °F)에서 여름에는 최대 30 °C (86 °F)까지 다양하다. 창탕의 넓은 지역은 반건조 지역으로, 전체 지역에서 식물 성장이 매우 적다. 농경지와 목초지는 강변을 따라 제한된 지역에 국한되어 있다 (Yatoo et al., 2014). 평균 강설량은 10 mm (0.39 in) 미만으로, 일반적으로 12월, 1월, 2월에 발생한다. 2012년 3월에 발생한 이례적인 과도한 강설은 유목민의 가축에게 치명적일 수 있다. 때때로 염소와 양은 최대 15일 동안 풀을 먹을 수 없다. 이는 유목민에게 일년 중 가장 중요한 시기이다 (Yatoo et al., 2014).
라다크의 교육은 전적으로 SOS 티베트 어린이 마을에서 담당하고 있으며, 이 곳은 티베트 어린이들에게 교육을 제공하는 비영리 기관 중 하나이다. 보육원부터 10학년까지의 시설이 있다. 대부분의 학생들은 주간 학교에 다니지만, 매우 가난한 학생들과 유목민 캠프 출신 학생들을 위한 기숙사 시설도 있다. 거의 모든 아이들이 학교에 갈 기회를 얻으며, 아이들의 일반적인 교육 수준은 상당히 좋다. 정착촌에는 현대식 서양 의학 병원과 티베트 의학 및 천문학 진료소가 하나씩 있다. 또한 조류 보호구역도 있다.

### 창탕 야생동물 보호구역
창탕 야생동물 보호구역(또는 창탕 한랭 사막 야생동물 보호구역)은 라다크 레 지구의 창탕 고원 라다크 부속 지역에 위치한 고고도 야생동물 보호구역이다. 이곳은 티베트 야생 당나귀와 희귀종인 검은꼬리두루미 개체군이 서식하는 인도의 몇 안 되는 중요한 장소 중 하나이다.
창탕 한랭 사막 야생동물 보호구역은 자연의 매력을 지닌 힌두쿠시 히말라야의 일부이다.
보호구역의 고도는 4,300 to 5,800 미터 (14,000 to 19,000 ft)까지 다양하며, 지형은 깊은 협곡과 광활한 고원으로 이루어져 있다. 창탕 한랭 사막 보호구역에는 약 11개의 호수와 10개의 습지가 있으며, 웅장한 인더스강이 보호구역을 가로질러 흐르며 두 부분으로 나눈다.
이 야생동물 보호구역의 한랭 사막은 희박하지만, 극한 조건으로 인해 몇 가지 놀라운 특징을 가진 종들이 생겨났다. C.P. 칼라가 이곳에서 약용 식물 특성이 있다고 여겨지는 7가지 희귀 및 멸종 위기 식물을 발견했다. 이 종들 중 3종은 IUCN 적색 목록에 취약종으로, 1종은 멸종 위기종으로 등재되어 있다 (아르네비아 euchroma, 쥐손이풀속 sibiricum, Lancea tibetica, Lloydia serotina, 그리고 Ephedra gerardiana).

### 기타 지리적 특징
라다크의 모리리 호수는 같은 크기의 호수 중 세계에서 가장 높은 곳에 위치한 호수 중 하나이다. 모리리 호수는 면적 120 km2 (46 mi2), 최대 수심 40 m (130 ft)이며, 해발 4,525 m (14,846 ft)에 위치해 있다. 2002년 11월, 이 호수는 람사르 습지로 지정되었다.
라다크와 티베트 르투현에 걸쳐 있는 판공호는 해발 약 4,240 m (13,910 ft)에 위치해 있다. 이 호수는 면적 134 km2 (52 mi2)(인도에서 중국까지)를 덮고 있다. 라다크의 물은 짜고, 티베트의 물은 덜 짜다. 겨울에는 물이 얼어붙는다.
파슈미나 염소는 초미세 캐시미어 양털로 유명하다. 페르시아어로 파슈미나는 '양털로 만든'을 의미하고, 카슈미르어로는 '부드러운 금'으로 번역된다. 이 염소 품종은 창탕 고원에 서식하며, 그 이름도 여기에서 유래했다. 파슈미나 숄은 카슈미르와 네팔에서 수공으로 방적된다.

## 같이 보기
- 창탕이, 염소 품종
- 호실, 티베트 고원
- 헤미스 국립공원
- 카라코람 야생동물 보호구역
- 라다크의 관광

## 내용주
- Who cares about the Chang-thang?